# Trifenilfosfina
Trifenilfosfina ou, a partir do nome IUPAC, trifenilfosfano) é um composto organofosforoso comum com a fórmula P(C6H5)3 - frequentemente abreviado para PPh3 ou Ph3P, sendo o "Ph" oriundo de phenyl.